# Hapigia
Hapigia is een geslacht van vlinders van de familie tandvlinders (Notodontidae).

## Soorten
- H. abscondens Walker, 1858
- H. alexiae Thiaucourt
- H. annulata Schaus, 1906
- H. apiana Schaus, 1928
- H. beuvea Schaus, 1928
- H. curvilinea Schaus, 1904
- H. directa Schaus, 1904
- H. dorema Schaus, 1922
- H. duponti Schaus, 1928
- H. eneana Schaus, 1928
- H. gaudens Schaus, 1906
- H. hollandia Schaus, 1928
- H. millsi Schaus, 1928
- H. nodicornis Guenée, 1852
- H. notha Möschler, 1883
- H. obliqua Walker, 1865

- H. plateada Schaus, 1904
- H. raatzi Möschler, 1883
- H. repandens Schaus, 1906
- H. rufescens Schaus, 1901
- H. simplex Walker, 1865
- H. smerinthina Schaus, 1928
- H. smerinthoides Walker, 1865